# Vai!
Vai! è un singolo del cantautore italiano Alfa, pubblicato il 7 febbraio 2024 come secondo estratto dal terzo album in studio Non so chi ha creato il mondo ma so che era innamorato.
Il brano è stato presentato in gara durante la 74ª edizione del Festival di Sanremo, dove si è classificato al decimo posto al termine della kermesse musicale.

## Descrizione
Vai! è un brano pop composto in chiave di Re maggiore con un tempo di 117 battiti per minuto. Quarta traccia dell'album, il brano è stato composto dallo stesso cantautore insieme a Mark Jackson e Ian Scott e ha segnato la prima partecipazione in gara dell'artista al Festival di Sanremo.
A proposito del brano, il cantautore ha dichiarato a TV Sorrisi e Canzoni:

## Video musicale
Il video musicale, diretto da Filiberto Signorelli e girato presso la scuola di paracadutismo "Area Delta 47" di Casale Monferrato, è stato pubblicato in concomitanza all'uscita del brano attraverso il canale YouTube del cantautore.

## Successo commerciale
Il singolo ha esordito un giorno dopo la pubblicazione alla quindicesima posizione della classifica Top Singoli della FIMI, diventando il quarto brano del cantante a raggiungere la top 20 della classifica.

## Tracce
Testi e musiche di Andrea De Filippi, Ian Brendon Scott e Mark Jackson.
1. Vai! – 2:37

## Classifiche

### Classifiche settimanali
| Classifica (2024) | Posizione massima |
| ----------------- | ----------------- |
| Italia            | 9                 |
| Svizzera          | 72                |

### Classifiche di fine anno
| Classifica (2024) | Posizione |
| ----------------- | --------- |
| Italia            | 19        |